# Kabanga
Pour les articles homonymes, voir Kabanga (homonymie).
Kabanga est une petite ville de Tanzanie, dans la région de la Kagera. Elle marque le principal poste frontière entre la Tanzanie et le Burundi.
Située à une altitude de 1 540 mètres, elle compte environ 10 300 habitants.
Kabanga abrite un foyer d'albinos entretenu par la fondation Asante Mariamu et soutenu par l'ONG espagnole AIPC Pandora.